# Roccafranca
Roccafranca é uma comuna italiana da região da Lombardia, província de Bréscia, com cerca de 3.746 habitantes. Estende-se por uma área de 19 km², tendo uma densidade populacional de 197 hab/km². Faz fronteira com Chiari, Comezzano-Cizzago, Orzinuovi, Orzivecchi, Pumenengo (BG), Rudiano, Soncino (CR), Torre Pallavicina (BG).

## Demografia
| Variação demográfica do município entre 1861 e 2011                               |
|                                                                                   |
| Fonte: Istituto Nazionale di Statistica (ISTAT) - Elaboração gráfica da Wikipedia |